# 有馬裕之
有馬裕之（ありま ひろゆき、1956年 - ）は、日本の建築家。鹿児島県出身。Hiroyuki Arima + Urban Fourth主宰。

## 略歴
- 1956年 鹿児島県生まれ
- 1980年 京都工芸繊維大学工芸学部建築工芸学科卒業
- 1980年 竹中工務店入社
- 1990年 Hiroyuki Arima＋Urban Fourth設立

## 主な受賞
- 1984年 JCD デザイン賞優秀賞（一般社団法人日本商環境デザイン協会）
- 1984年 第2回北九州建築文化賞（北九州市）
- 1986年 JCD デザイン賞奨励賞（一般社団法人日本商環境デザイン協会）
- 1986年 第22回SDA賞（SDA First prize）（公益社団法人日本サインデザイン協会）
- 1989年 甍賞（日本瓦業協会）
- 1992年 JCD デザイン賞特別賞（一般社団法人日本商環境デザイン協会）
- 1992年 第26回SDA賞（SDA  First Prize）（公益社団法人日本サインデザイン協会）
- 1993年 第6回福岡市都市景観賞（福岡市）
- 1998年 京都市主催国際コンペ「21世紀・京都の未来」において「Fine Prize Award」（京都市）
- 1999年 第12回福岡県建築住宅文化賞優秀賞（福岡県）
- 1999年 AR+d Awards（architectural review）
- 2000年 グッドデザイン賞（日本グッドデザイン協会）
- 2003年 RECORD HOUSES AWARD（Architectural Record）
- 2004年  グッドデザイン賞（日本グッドデザイン協会）
- 2005年 第21回吉岡賞（現・新建築賞）（新建築／財団法人 吉岡文庫育英会）
- 2005年 RECORD HOUSES AWARD（Architectural Record）
- 2006年 第9回鹿児島市建築文化賞（鹿児島市）
- 2017年 「リガレッセ」第19回「人間サイズのまちづくり賞 知事賞まちなみ建築部門」

## 主な作品

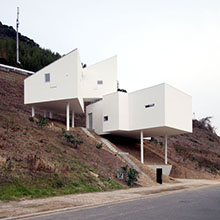
8008

| 竣工年 | 作品名              | 所在地           | 国   | 用途                                               | 備考                  |
| ------ | ------------------- | ---------------- | ---- | -------------------------------------------------- | --------------------- |
| 1992   | アクシス玄海        | 福岡県宗像市     | 日本 | ホール・図書館・物産館                             |                       |
| 1993   | 久山の住宅          | 福岡県糟屋郡     | 日本 | 専用住宅                                           |                       |
| 1994   | 梅林の住宅          | 福岡県福岡市     | 日本 | 専用住宅                                           |                       |
| 1995   | 太宰府の住宅        | 福岡県太宰府市   | 日本 | 専用住宅                                           |                       |
| 1997   | 3r                  | 福岡県福岡市     | 日本 | 展示空間＋住居                                     |                       |
| 1998   | MA                  | 福岡県糸島市     | 日本 | ギャラリー＋アトリエ                               |                       |
| 1999   | limpid              | 福岡県福岡市     | 日本 | 商業施設                                           |                       |
| 2000   | Air stage           | 福岡県福岡市     | 日本 | 写真スタジオ                                       |                       |
| 2001   | UNS                 | 東京都目黒区     | 日本 | スタジオ・ゲストハウス・ギャラリー・住居           | 現在はE&Yショールーム |
| 2001   | mci                 | 鹿児島県鹿児島市 | 日本 | 医院                                               |                       |
| 2001   | void + H.M.P        | 福岡県福岡市     | 日本 | 商業施設                                           |                       |
| 2001   | 楓居                | 山口県下関市     | 日本 | 茶室・庭                                           |                       |
| 2001   | h/dah               | 京都府京都市     | 日本 | 専用住宅                                           |                       |
| 2002   | THE GATE            | 東京都品川区     | 日本 | フォトスタジオ・ショールーム・シアター・ギャラリー |                       |
| 2002   | introspective       | 神奈川県大和市   | 日本 | 住宅＋オフィス                                     |                       |
| 2003   | observatory         | 福岡県小郡市     | 日本 | 専用住宅                                           |                       |
| 2003   | 0｜8                | 神奈川県横浜市   | 日本 | 専用住宅                                           |                       |
| 2004   | second plate        | 福岡県福岡市     | 日本 | 専用住宅                                           |                       |
| 2004   | mci-a+mj            | 鹿児島県鹿児島市 | 日本 | 医院                                               |                       |
| 2005   | a・n・p             | 福岡県福岡市     | 日本 | 店舗                                               |                       |
| 2005   | studio d            | 東京都板橋区     | 日本 | 専用住宅                                           |                       |
| 2006   | M／異化された場     | 熊本県八代市     | 日本 | 専用住宅                                           |                       |
| 2006   | deep jewery church  | 上海市           | 中国 | 移動型多目的空間                                   |                       |
| 2006   | amoroso             | 大分県由布市     | 日本 | ショップギャラリー                                 |                       |
| 2007   | G⇔diagonal          | 鹿児島県鹿児島市 | 日本 | 専用住宅                                           |                       |
| 2009   | ab-k                | 東京都世田谷区   | 日本 | 専用住宅                                           |                       |
| 2011   | 8008                | 福岡県糟屋郡     | 日本 | 専用住宅                                           |                       |
| 2012   | forest in the space | 新潟県三条市     | 日本 | 専用住宅                                           |                       |
| 2013   | DIAMOND             | 熊本県熊本市     | 日本 | 専用住宅                                           |                       |
| 2016   | ANGLE               | 福岡県福岡市     | 日本 | 専用住宅                                           |                       |
| 2018   | きふね              | 福岡県うきは市   | 日本 | 飲食店                                             |                       |